# Snowy Baker
Reginald Leslie Baker, detto Snowy (Surry Hills, 8 febbraio 1884 – Los Angeles, 2 dicembre 1953), è stato un pugile e attore australiano.

## Biografia
Nato a Surry Hills, sobborgo del Nuovo Galles del Sud, già da adolescente vinse diversi campionati di nuoto e boxe. Fece parte dell'Eastern Suburbs RUFC e giocò con i Waratahs contro i Reds. Nel 1904 rappresentò l'Australian national rugby union team in due test match contro la Gran Bretagna. Nel 1908 rappresentò l'Australasia ai giochi della IV Olimpiade dove vinse la medaglia d'argento nei pesi medi.
A seguito di un incidente automobilistico si ritirò dalle competizioni sportive, iniziando la carriera di attore, recitando come protagonista in numerosi film muti. Nel 1920 si trasferì negli Stati Uniti, dove intraprese la carriera di stuntman.
In quegli anni insegnò a Douglas Fairbanks, Elizabeth Taylor, Shirley Temple, Greta Garbo e Rodolfo Valentino alcune discipline sportive, tra cui l'equitazione e lo scherma. Morì nel 1953 a Los Angeles, in California, dopo una malattia cerebrovascolare.

## Palmarès

### Olimpiadi
- Argento a Londra 1908 nei pesi medi.

## Filmografia
- The Enemy Within, regia di Roland Stavely (1918)
- The Lure of the Bush, regia di Claude Flemming (1918)
- The Man from Kangaroo, regia di Wilfred Lucas (1920)
- The Shadow of Lightning Ridge, regia di Wilfred Lucas (1920)
- The Jackeroo of Coolabong, regia di Wilfred Lucas (1920)
- Sleeping Acres, regia di Bertram Bracken (1921)
- The White Panther, regia di Alan James (1924)
- Empire Builders, regia di Phil Goldstone (1924)
- The Sword of Valor, regia di Duke Worne (1924)
- Fighter's Paradise, regia di Alvin J. Neitz (1924)
- Pals, regia di John P. McCarthy (1925)
- His Last Race, regia di B. Reeves Eason e Howard Mitchell (1925)
- La grande città, regia di Frank Borzage (1937)
- The Kid from Texas, regia di Sylvan Simon (1939)